# Sveriges Arkitekters Planpris
Sveriges Arkitekters Planpris är en svensk utmärkelse som går till en kommun för ett väl utfört planarbete som behandlar en angelägen fråga. Planpriset instiftades 1992 av dåvarande SAR, Svenska Arkitekters Riksförbund, och delas sedan 2002 ut av fack- och branschförbundet Sveriges Arkitekter. Juryn utses av förbundets Akademi för fysisk planering. Priset består av ett diplom.

## Pristagare
- 2006 Stockholms kommun tillsammans med White Arkitekter och Svenska Bostäder för Vällingby Centrum
- 2008 Malmö kommun för strategin Offentliga rum i Malmö
- 2010 Stockholms kommun för Liljeholmstorget
- 2012 Umeå kommun för Fördjupad översiktsplan för de centrala stadsdelarna
- 2014 Malmö kommun för Kommissionen för ett socialt hållbart Malmö
- 2016 Göteborgs kommun för Frihamnen, Göteborg
- 2017 Stockholms kommun för Södra Skanstull
- 2018 Linköpings kommun för Arkitekturprogram för innerstaden
- 2019 Stockholms kommun för Fokus Skärholmen
- 2020 Skaraborgs kommunalförbund tillsammans med Chalmers för Strukturbild Skaraborg
- 2021 Byggnadsordning och arkitekturpolicy, Stockholm
- 2022 Parkstråk i Borås
- 2023 Halmstads kommun för sin utbyggnadsplan[2]
- 2024 Varvsstaden i Malmö[3]

## Sveriges Arkitekters övriga priser
- Guldstolen för bästa inredning
- Kasper Salin-priset för bästa byggnad
- Sveriges Arkitekters Kritikerpris
- Sveriges Arkitekters Landskapsarkitekturpris